# Zselickislak, Somogy
Zselickislak  este un sat în districtul Kaposvár, județul Somogy, Ungaria, având o populație de 323 de locuitori (2011). 

## Demografie
Componența etnică a satului Zselickislak
     Maghiari (96,05%)
     Romi (1,52%)
     Germani (1,52%)
     Necunoscut (0,91%)
     Alții (0,91%)
Componența confesională a satului Zselickislak
     Romano-catolici (62,85%)
     Fără religie (21,05%)
     Reformați (3,1%)
     Necunoscută (13%)
     Alte religii (0,93%)
Conform recensământului din 2011, satul Zselickislak avea 323 de locuitori. Din punct de vedere etnic, majoritatea locuitorilor (96,05%) erau maghiari, existând și minorități de germani (1,52%) și romi (1,52%). Apartenența etnică nu este cunoscută în cazul a 0,91% din locuitori.  Din punct de vedere confesional, majoritatea locuitorilor (62,85%) erau romano-catolici, existând și minorități de persoane fără religie (21,05%) și reformați (3,1%). Pentru 13,0% din locuitori nu este cunoscută apartenența confesională.